# Johan Abraham Lillie

Wappen Lillie af Aspenäs

Johan Abraham Lillie af Aspenäs (* 2. Dezember 1675 in Hjärtared (Tvärreds Socken in der historischen schwedischen Provinz Älvsborgs län); † 9. Oktober 1761 ebenda) war ein schwedischer Freiherr und Oberst im Großen Nordischen Krieg.

## Familie
Johan Abraham Lillie af Aspenäs wurde im Jahre 1675 als Sohn des Hauptmanns Bengt af Lillie Aspenäs und dessen Frau Märta Kafle.
Er heiratet 1706 Ulrika Eleonora Hierta (* 1681 in Asstorp; † 1761 in Hjärtared), eine Tochter des Generalmajors Lars Hierta, und dessen ersten Frau Magdalena Uggla.
Kinder:
- Claes (* 1708; † 1764), königlicher Kammerherr
- Metta Magdalena (* 1709 in Bjärka; † in Härna), verheiratet mit Major Johan Gustaf Natt och Dag
- Catharina Ebba (* 6. Oktober 1710; † 4. April 1711 in Sjögården)
- Hedvig Margareta (* 1. Dezember 1712 in Sjögården; † 18. September 1786 in Hjärtared), verheiratet mit  Oberstleutnant Mattias Björnberg
- Anna Catharina (* 1715 bei Örby; † 12. Januar 1718 ebenda)
- Maria Benedikta (* 9. August 1717 in Bjärka; † 20. Februar 1796 in Hällstorp), verheiratet mit Major und Freiherren Gustaf Erik Fleetwood
- Bengt (* 2. Februar 1719 in Bjärka; † 11. Februar 1719 in den Händen des Vaters)
- Ulrika Eleonora (* 1. Mai 1721 in Örby; † 27. Januar 1784), verheiratet mit Kapitän Johan Gustaf Utter
- Lars (* 1. Juni 1723 in Hjärtared; † 30. Mai 1725 ebenda)

## Militärische Laufbahn
Als Freiwilliger trat Lillie 1692 in das Garnisonsregiment von Malmö ein. 1693 erfolgte seine Abkommandierung in das Leibregiment zu Fuß. Anfang 1700 wurde er zum Feldwebel im Älvsborger Infanterieregiment befördert. Im Juli 1700 erfolgte die Ernennung zum Fähnrich und 1701 Beförderung zum Leutnant. 1703 wurde Lillie in diesem Regiment zum Quartiermeister ernannt. Es folgten 1704 die Ernennung zum Hauptmann und 1710 zum Major.
Lille zeichnete sich während der Schlacht bei Helsingborg im Februar 1710 durch Tapferkeit und Mut aus.
In der Schlacht bei Gadebusch führte er sein Regiment nach dem Tod des Regimentskommandeurs Oberst Baron Fleetwood weiter. Für dieses tapfere Auftreten während der Schlacht wurde er zum Oberstleutnant befördert. Er ging nach der Kapitulation des schwedischen Generals Magnus Stenbock und der Beendigung der Belagerung von Tönning in dänische Kriegsgefangenschaft.
Nach seiner Rückkehr wurde er 1716 zum vorübergehenden Kommandanten der Nya Elfsborg im Hafen von Göteborg ernannt. Im Jahre 1719 verteidigte er die Festung erfolgreich gegen den Angriff des dänischen  Kapitän Peter Wessel Tordenskiold. Obwohl die Verluste der Festungsbesatzung verheerend und die Festung stark beschädigt war, antwortete er auf die dänischen Anfrage zur Übergabe der Festung: Lieber als toter Lillie nach Göteborg zurückgebracht werden, als ein lebender Henrich Danckwardt zu sein. (Henrich Danckwardt war der Kommandant von Marstrand, er übergab die Festung an die Dänen. Er wurde dafür zum Verlust der Ehre, Eigentum und Leben verurteilt und 1720 durch Kopfabschlagen hingerichtet.)
Diese Haltung brachte Lillie viel Anerkennung und der wurde zum Dank in den Freiherrenstand erhoben. Introduziert 1720 unter der Nummer 168. 1719 wurde er Kommandant von Göteborg und 1720 zum Kommandanten der Festung Vaxholm ernannt.
Es folgte 1722 die Beförderung zum Oberst. Sechs Jahre später wurde Lillie zum Kommandeur des Älvsborg Infanterieregiment, dem Regiment seiner Heimatprovinz, ernannt.
Lillie starb am 19. Oktober 1738 in Hjärtared. Gemeinsam mit seiner Frau und vier seiner Kinder wurde er in der Kirche von Tvärred (Gemeinde Ulricehamn) beigesetzt.